# George Gainer
George Gainer (nacido el 26 de agosto de 1942) es un político estadounidense perteneciente al Senado de Florida como legislador del 2° Distrito, que incluye los condados de Bay, Holmes, Jackson, Walton, Washington y parte de los condados de Okaloosa, en el Mango de Florida. Gainer es miembro del Partido Republicano.

## Primeros años, educación y carrera
Gainer nació y se crio en Marianna, una ciudad del condado de Jackson, en Florida. Se graduó de Bay County Highschool en 1960 y luego asistió a Gulf Coast Community College. La experiencia laboral de Gainer incluye ser distribuidor de automóviles. Además de su experiencia laboral, Gainer ha estado afiliado a la Comisión del Condado de Bay durante 18 años, la Organización de Planificación del Transporte y la Fundación Médica de Bay.

## Carrera política
Gainer sirvió por primera vez en un cargo político en 1968, cuando fue elegido comisionado del condado de Bay, puesto que sostuvo hasta 1972. Para ese entonces, Gainer dejó la escena política para enfocarse en sus propios negocios relacionados con automóviles, y volvió para el puesto de comisionado en el 2002. Desde su regreso, mantuvo el puesto hasta 2016.
El 8 de septiembre de 2015, Gainer anunció su campaña para ocupar la vacante del distrito del Senado de Florida que fuera desocupado por Don Gaetz, quien tenía un mandato limitado. El hijo de Gaetz, Matt Gaetz, también estaba en la carrera por el escaño, pero se retiró el 21 de marzo de 2016 para postularse para el 1° Distrito del Congreso de Florida después de que el congresista Jeff Miller anunció su retiro. Gainer fue elegido en 2016 sin oposición en las elecciones primarias o generales. Luego, en 2018, venció sobre la demócrata Mary Jeanne Gibson con el 75.3% de los votos.

### Comités
Durante su tiempo en el Senado, Gainer ha sido miembro de los siguientes comités:
- Comité de Apropiaciones.
- Comité de Banca y Seguros.
- Comité de Comercio y Turismo (Vicepresidente).
- Comité de Transporte (Presidente).
- Comité de Procedimientos Administrativos Conjuntos.
- Comité de Agricultura.
- Comité de Asuntos militares y de veteranos, espacio y seguridad doméstica.
- Comité de Finanzas e Impuestos.

## Vida personal
Gainer está casado con Jan Gainer, juntos tienen 6 hijos: Vicki, Tina, Georgia, Angie, Scooter y Jeffrey; 11 nietos: Courtney, Kelsi, Tanner, Easton, Chandler, Stella, Isabella, George, Katie, Matthew y Pierson; y un bisnieto: Beckham. Gainer es bautista.